# 朱繼祖
朱繼祖（15世紀—16世紀），字孝思，號慕菴，江西瑞州府高安縣坡山人，明朝政治人物。

## 生平
朱繼祖是成化十年（1474年）甲午科江西鄉試第四十四名舉人，二十年（1484年）甲辰科進士。授兵部職方司主事，鎮守山海關，陞兵部武庫司員外郎，到江南恤刑及提督武學，出為廣西府知府，適逢遇上竹山子之役，上級徵召他督剿，有人認為這很危險，他笑著說：「事關君國，義所當赴，怎可退避？」於是分兵躍馬，親身上陣，俘獲敵軍甚眾，不久流寇也投降，報捷上聞後得遣使賜奬，朝廷又以邊才薦調任楚雄府知府，數年後重臣有以事經過楚雄，傲慢對待他並索賄，他感到不悅，即日上疏乞休，不候批覆而起行，府民都到官府請求收回成命，後陞雲南布政使司參政，多次受徵用都不出仕，著有《效顰集》及《雙溪存稿》待刊。有子朱寔昌。

## 引用
1. 1 2  同治《高安縣志·卷十四·人物志》：朱繼祖，字孝思，坡山人，會魁益之孫，柱史寔昌之父，成化甲午領鄉薦，甲辰舉進士，除兵部軄方司主事鎮山海關，陞武庫員外，欽差恤刑江南提督武學，序當轉為圖便者沮，出知廣西府，會有竹山子之役，當道檄繼祖督勦，或危之，繼祖笑曰：「事關君國，義所當赴奚其避？」遂分兵躍馬，親冒矢石為士卒先，俘獲甚眾，賊亦尋降，捷聞上，皇遣使奬賜，當事以邊才薦調任楚雄，居數年重臣有以事經其地者，遇之倨且索賄，繼祖不悅，即日上疏乞休，不待報而行，郡人萬里詣闕以請，後晉階參政，累徵不起，著《效顰集》及《雙溪存稿》待刊。
2. ↑  同治《高安縣志·卷十·選舉志》：進士 明……成化二十年甲辰科李旻榜 朱繼祖 字孝思，號慕菴，坡山人，楚雄知府，厯雲南參政，見傳……舉人 明……成化十年甲午科……朱繼祖 坡山人，益之孫，見進士